# Por vos muero
Por vos muero è il quindicesimo album internazionale di Miguel Bosé (mai pubblicato in Italia), uscito nel 2004, su etichetta WEA International, dapprima soltanto in Spagna, poi, dopo il grandissimo successo ottenuto nella penisola iberica, anche al livello internazionale, in una speciale edizione deluxe, mai arrivata però in Italia. L'unico brano conosciuto dal pubblico italiano è Olvídame tú (in duetto con Ivete Sangalo su Papito e nella versione solista dal vivo in Papitour, entrambi del 2007). L'album, che segue, nella discografia estera di Miguel, il più commerciale Sereno, del 2001 (il long playing con l'orecchiabile reggaeton Morenamía, unica traccia del disco di cui è stata realizzata anche una versione cantata in italiano, dal titolo simile, Morena mia), precedendo invece il CD/DVD interattivo Velvetina del 2005, si distingue da tutti i lavori dell'artista per essere quello che ha richiesto più lavoro di tutti, rifinito fin nel più piccolo dettaglio (anche Velvetina, progetto comunque ambizioso e curato nei dettagli, risponde a criteri più semplici).
Lo stesso Bosé riconosce il disco non solo come il suo capolavoro moderno (senza screditare la pietra miliare di gioventù, Bandido del 1984, con cui iniziò a farsi conoscere al livello internazionale e perse il successo italiano, ma senza cui afferma di non poter concepire la sua carriera odierna), il suo personale tributo alla sua educazione e cultura artistica (non bisogna dimenticare che Miguel, fin da bambino, è cresciuto circondato da arte e cultura ai massimi livelli, con Pablo Picasso ed Ernest Hemingway amici intimi di famiglia, spesso in visita a casa sua), ma anche come quello a cui ha dedicato la massima attenzione, dai dettagli alla produzione, alla quale non si è limitato a prendere parte, ma intervenendovi alla pari, insieme a Chris Cameron (già attivo collaboratore di George Michael). Limitato rispetto agli altri suoi album è invece il ruolo che Bosé ha avuto nella composizione dei brani, collaborando soltanto alla stesura di El ilusionista e De momento no (e all'adattamento del brano che dà il titolo all'intero LP, Por vos muero).
Il disco comprende il lunghissimo duetto Habana (quasi 6 minuti), con Alejandro Fernández, re-inserito soltanto nella doppia edizione spagnola di Papito, mentre la title track, Por vos muero (la più breve del lavoro, poco più di 3 minuti), comprende al suo interno i versi della poesia di Garcilaso de La Vega intitolata Yo no naci sino para quereos e un inserto di musica classica del noto compositore Ludwig van Beethoven, cucite insieme dallo stesso Miguel. Le canzoni si distinguono per i numerosi cori, per l'impiego esteso dell'orchestra e per la cura massima riservata alla voce, sia nell'utilizzo che nella produzione. Il lavoro è caratterizzato da una presenza cinematografica costante (non bisogna dimenticare che Miguel Bosé si è distinto anche nel cinema) che sconfina nella musica, quasi come una colonna sonora.
Altra menzione va fatta ai concerti del tour realizzato per l'album, in cui sono state incluse soltanto tracce dell'ultimo disco e grandi successi dei precedenti, senza spazio per brani minori, e questo è accaduto soltanto in questa tournée. Tra l'altro, tutti i vecchi pezzi famosi sono stati presentati dopo essere stati adattati all'idea di base del lavoro, che costituisce quasi un concept album, per cui la produzione dello spettacolo dal vivo si è rivelata tanto ardua quanto quella dell'album stesso. In séguito, è stato pubblicato un DVD del concerto offerto all'Auditorio Nacional di Città del Messico, in cui, come extra, è stato incluso un breve making of sulla realizzazione del concerto stesso (vedi Los conciertos). A risaltare sopra ogni altra cosa sono le modifiche subite dalle canzoni per essere adattate alla nuova veste sonora, fatto che ha portato la maggior parte di esse a superare di gran lunga i pur ben fatti originali. Come accennato, il successo dell'album in Spagna (dove è stato realizzato anche in formato-libro, con copertina cartonata dura) è stato così grande da convincere l'etichetta WEA International a far uscire una edizione speciale, pubblicata, oltre che nella madrepatria, anche in altri paesi, in confezione digipak, con CD più DVD (ma non Italia, dove il disco non è mai arrivato, anche se, dopo l'enorme plauso del recente Papito, a cui sembra destinato anche il recentissimo Papitour, se ne incomincia finalmente a parlare).

## Tracce
1. El ilusionista - 4:12 (Bosé/Sanz)
2. Olvídame tú - 4:39 (Ascanio/Palau)
3. Levántate y olvida - 4:12 (Andrea)
4. Amiga (Gracias por venir) - 5:39 (Quintana)
5. A una dama - 4:00 (Orti)
6. Amiga - 6:20 (Escolar)
7. Vagabundo - 4:21 (Ascanio)
8. De momento no - 5:11 (Bosé/Ojea)
9. Habana (con Alejandro Fernandez) - 5:55 (Morera)
10. Por vos muero - 3:20 (De La Vega/Beethoven/Bosé)

## Classifiche
| Classifica (2005) | Posizione massima |
| ----------------- | ----------------- |
| Spagna            | 33                |